# Eparchia di Ancira degli Armeni
L'eparchia di Ancira degli Armeni (in latino: Eparchia Ancyrana Armenorum) è una sede soppressa della Chiesa armeno-cattolica e sede titolare della Chiesa cattolica. L'antica Ancira corrisponde all'odierna Ankara, capitale della Turchia.

## Storia
Questa diocesi della Chiesa apostolica armena sembra essere una delle più antiche dell'Asia Minore, già attestata nel XIII secolo. Una comunità armeno cattolica è tuttavia documentata solo verso la fine del XVII secolo, grazie all'opera missionaria del futuro vescovo armeno di Mardin, Melkon Tazbazian, che convertitosi al cattolicesimo, operò fra i suoi compatrioti di Ancira fin dal 1686 e convertendo alla fede cattolica diversi ecclesiastici e laici. Le fonti dell'epoca riconoscono che nel 1707 la comunità armeno-cattolica di Ancira era composta di circa 400 fedeli, in continuo aumento nel decenni successivi.
Tra i missionari armeni di Ancira si annovera anche Hagop Hovsepian, futuro vescovo di Aleppo e poi patriarca di Cilicia degli Armeni; grazie alla sua azione, due vescovi armeno-ortodossi di Ancira aderirono, più o meno formalmente, alla fede cattolica. Storicamente, la data del 1735 è quella in cui il vescovo non-unito, Mosé Chirinian, fece pubblica professione di fede cattolica, e con lui inizia de facto una serie episcopale armeno-cattolica. A lui succedette un altro vescovo in comunione con Roma, Sarguis Saraphian (1738-1740). Questi fatti ed il crescente numero degli armeno-cattolici, provocarono forti dissidi nella comunità armena di Ancira, che sfociarono in una persecuzione contro la parte cattolica.
Dal punto di vista giuridico, gli armeno-cattolici di Ancira dipendevano dal delegato armeno di Costantinopoli e dal 1830 dagli arcieparchi di Costantinopoli degli Armeni, che avevano un loro rappresentante ad Ancira. Questa situazione di dipendenza durò fino a metà dell'Ottocento; l'eparchia cattolica fu ufficialmente eretta il 30 aprile 1850 con la bolla Universi Dominici gregis di papa Pio IX. Inizialmente era suffraganea dell'arcieparchia primaziale di Costantinopoli; dal 1866 passò sotto la diretta giurisdizione del patriarcato di Cilicia degli Armeni.
Nel 1890 sono segnalati circa 8.000 armeni cattolici, distribuiti in 4 parrocchie, con 26 sacerdoti e 12 seminaristi. L'eparchia comprendeva il vilayet di Kastamonu e quasi tutto quello di Ancira. Nel 1907, sono segnalati ancora circa 8.000 fedeli armeno-cattolici, la maggior parte ad Ancira, guidati da una ventina di preti armeni e la presenza di religiosi di congregazioni sia di rito latino che di rito armeno.
A causa del genocidio d'inizio Novecento, l'eparchia, come tutte le diocesi armene turche, perse la maggior parte della sua popolazione. L'ultimo vescovo residente, Gregorio Bahabanian, fuggito dalla Turchia, risiedette per qualche tempo nella chiesa armena di San Gregorio Illuminatore di Livorno, per poi stabilirsi definitivamente a Parigi, dal 1928 fino alla morte nel 1951.
L'eparchia fu di fatto soppressa, mentre gli Annuari Pontifici ne hanno segnalato l'esistenza fino al 1972.
Dal 1972 Ancira degli Armeni è annoverata tra le sedi vescovili titolari della Chiesa cattolica; la sede è vacante dal 9 settembre 2002.

## Cronotassi

### Vescovi
- Antonio Clemente Chichemanian † (30 aprile 1850 - 1863 deceduto)
- Giuseppe Arachial † (22 dicembre 1863 - 5 settembre 1876 deceduto)
- Garabet Arakélian † (14 agosto 1877 - 27 aprile 1889 deceduto)
- Giovanni Hovhanessian † (23 settembre 1890 - aprile 1899 deceduto)
- Clemente Ghazarossian † (9 settembre 1901 - 21 novembre 1910 deceduto)
- Gregorio Bahabanian † (27 agosto 1911 - 3 gennaio 1951 deceduto)

### Vescovi titolari
- Mikail Nersès Sétian † (3 luglio 1981 - 9 settembre 2002 deceduto)